# Igualdade

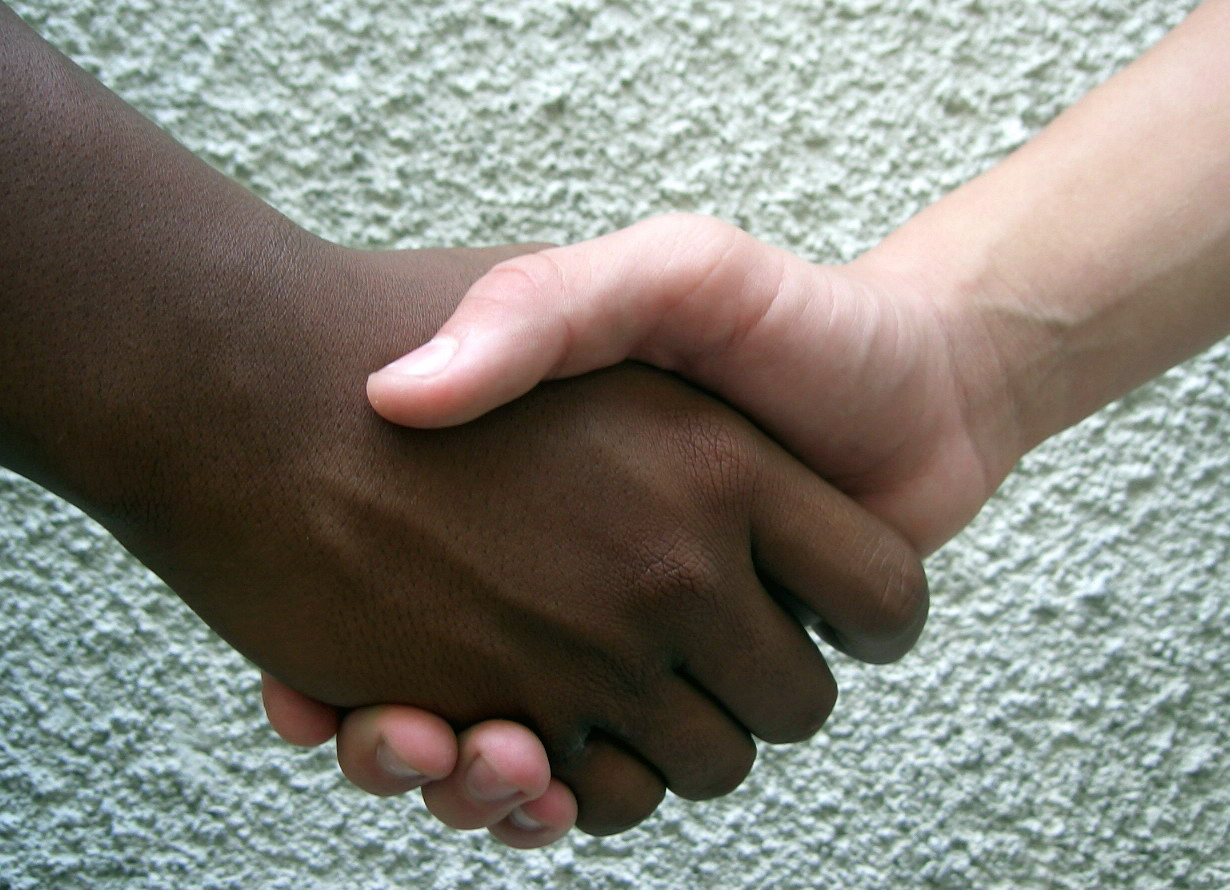
Igualdade

Igualdade é a inexistência de desvios ou incongruências sob determinado ponto de vista, entre dois ou mais elementos comparados, sejam objetos, indivíduos, ideias, conceitos ou quaisquer coisas que permitam que seja feita uma comparação.[carece de fontes?]
Especificamente no âmbito da Política, o conceito de igualdade descreve a ausência de diferenças de direitos e deveres entre os membros de uma sociedade. Em sua concepção clássica, a ideia de sociedade igualitária começou a ser cunhada durante o Iluminismo, para idealizar uma realidade em que não houvesse distinção jurídica entre nobreza, burguesia, clero e escravos. Mais recentemente, o conceito foi ampliado para incluir também a igualdade de direitos entre gêneros, classes, etnias, orientações sexuais, etc.[carece de fontes?]
Durante a Revolução Francesa, o termo igualdade compunha a palavra de ordem dos revolucionários, Liberdade, Igualdade, Fraternidade.
No contexto da pós-modernidade, a ideia de igualdade tem sido gradualmente abandonada e preterida pela ideia de diversidade.[carece de fontes?]
Juridicamente, a igualdade é uma norma que impõe tratar todos da mesma maneira. Mas a partir desse conceito inicial, temos muitos desdobramentos e incertezas. A regra básica é que os iguais devem ser tratados da mesma forma (por exemplo, o peso do voto de todos os eleitores deve ser igual). Mas como devemos tratar os desiguais, por exemplo, os ricos e os pobres. Se fala em igualdade formal quando todos são tratados da mesma maneira e em igualdade material quando os mais fracos recebem um tratamento especial no intuito de se aproximar dos mais fortes.

## Igualdade formal
Nascida com a Revolução Francesa e desenvolvida ao longo dos séculos XVIII e XIX, a igualdade formal consiste no aforismo todos são iguais perante a lei. Almeja submeter todas as pessoas ao império da lei e do direito, sem discriminação quanto a credos, raças, ideologias e características socioeconômicas.
Desta maneira a igualdade formal tem uma compreensão estática e negativa, fundada na simples abstenção do Estado em promover privilégios, concepção essa decorrente de sua origem e função primeira: instituição de um Estado de Direito em oposição a um regime monárquico absolutista.
Apesar de ter importante valor axiológico, a igualdade formal é incapaz, por ela mesma, de contribuir de maneira significativa na reversão de desigualdades sociais, tarefa que só pode ser realizada com a adoção do preceito da igualdade material.

## Igualdade material
A igualdade material, baseada na proposição de Aristóteles:

“Devemos tratar igualmente os iguais e desigualmente os desiguais, na medida de sua desigualdade.”— Aristóteles
se volta a diminuir as desigualdades sociais a fim de oferecer proteção jurídica especial a parcelas da sociedade que costumam, ao longo da história, figurar em situação de desvantagem, a exemplo dos trabalhadores, consumidores, população de baixa renda, menores e mulheres.
Desta maneira, a Constituição Brasileira, por exemplo, não estabelece equivalência absoluta entre as pessoas mas sim o que a doutrina do direito chama de isonomia que seria a equivalência apenas daqueles que se encontram na mesma situação. Para atender a esse preceito, prevê o uso de instrumentos de promoção social e jurídica, já que a mera igualdade formal não é capaz de fornecer a alguns indivíduos as mesmas oportunidades disponíveis que os demais indivíduos bem colocados na sociedade.